# Vandenesse-en-Auxois
Cet article concerne Vandenesse-en-Auxois en Côte-d'Or. Pour les homonymes, voir Vandenesse (homonymie) et Auxois.
Vandenesse-en-Auxois [vɑ̃dnɛs ɑ̃.n‿o(k)swa] est une commune française située dans le canton d'Arnay-le-Duc, dans le pays de l'Auxois en Côte-d'Or, Bourgogne, région administrative de Bourgogne-Franche-Comté.

## Géographie

### Situation
Vandenesse-en-Auxois est dans la partie sud-ouest de la Côte-d'Or. Le parc naturel régional du Morvan est à 18 km à l'ouest à vol d'oiseau (25 km par la route).
Paris est à 279 km au nord-est, la préfecture Dijon à 42 km à l'est par la A38 (gratuite), son chef-lieu de canton Arnay-le-Duc à 21 km au sud-ouest. Les autres grandes villes les plus proches sont Beaune à 35 km au sud-est, Autun (Saône-et-Loire) à 44 km au sud-ouest, Saulieu à 41 km à l'ouest et Avallon à 70 km au nord-ouest. Plus localement, Pouilly-en-Auxois est à 7 km au nord-ouest et Maconge à 4 km à l'ouest.

### Routes et transports
L'autoroute A6 traverse la partie sud de la commune. L'accès le plus proche est l'échangeur no 24 de Pouilly-en-Auxois à 5,7 km au nord-ouest ; c'est également un accès à l'autoroute A38, qui débute là et mène à Dijon.
La D977bis, qui au nord-ouest longe l'autoroute A6, aborde la commune par le sud-ouest et, changeant de direction, la traverse pour en ressortir au nord-est en direction de Commarin et, plus loin, de Sombernon.
La D18, qui traverse la commune dans le sens nord-ouest/sud-est, relie la commune voisine Créancey à Beaune.
L'aérodrome de Pouilly - Maconge, à cheval sur Maconge et Meilly-sur-Rouvres, est à 5 km à l'ouest.

### Communes limitrophes
Vandenesse-en-Auxois est limitrophe de six communes.

### Hameaux, lieux-dits et écarts
La commune comprend cinq hameaux : la Chevrotte, le Frêne, la Tuilerie (tous trois jouxtant Vandenesse au nord), la Rèpe sur la Vandenesse à 1,5 km en aval (sud-est) du bourg et les Bordes sur le ruisseau de Commarin près du réservoir du Panthier au nord de Vandenesse. Les lieux-dits sont nettement plus nombreux.
Dans la boite déroulante qui suit, les hameaux et lieux-dits suivis d'une astérisque (*) sont indiqués sur la carte de Cassini, établie vers 1745 ; l'orthographe passée est indiquée à la suite entre parenthèses si elle diffère de l'orthographe actuelle.
Les Bordes, déjà nommé ainsi au XVIIIe siècle, est appelé Esbordes en 1533.

### Hydrographie

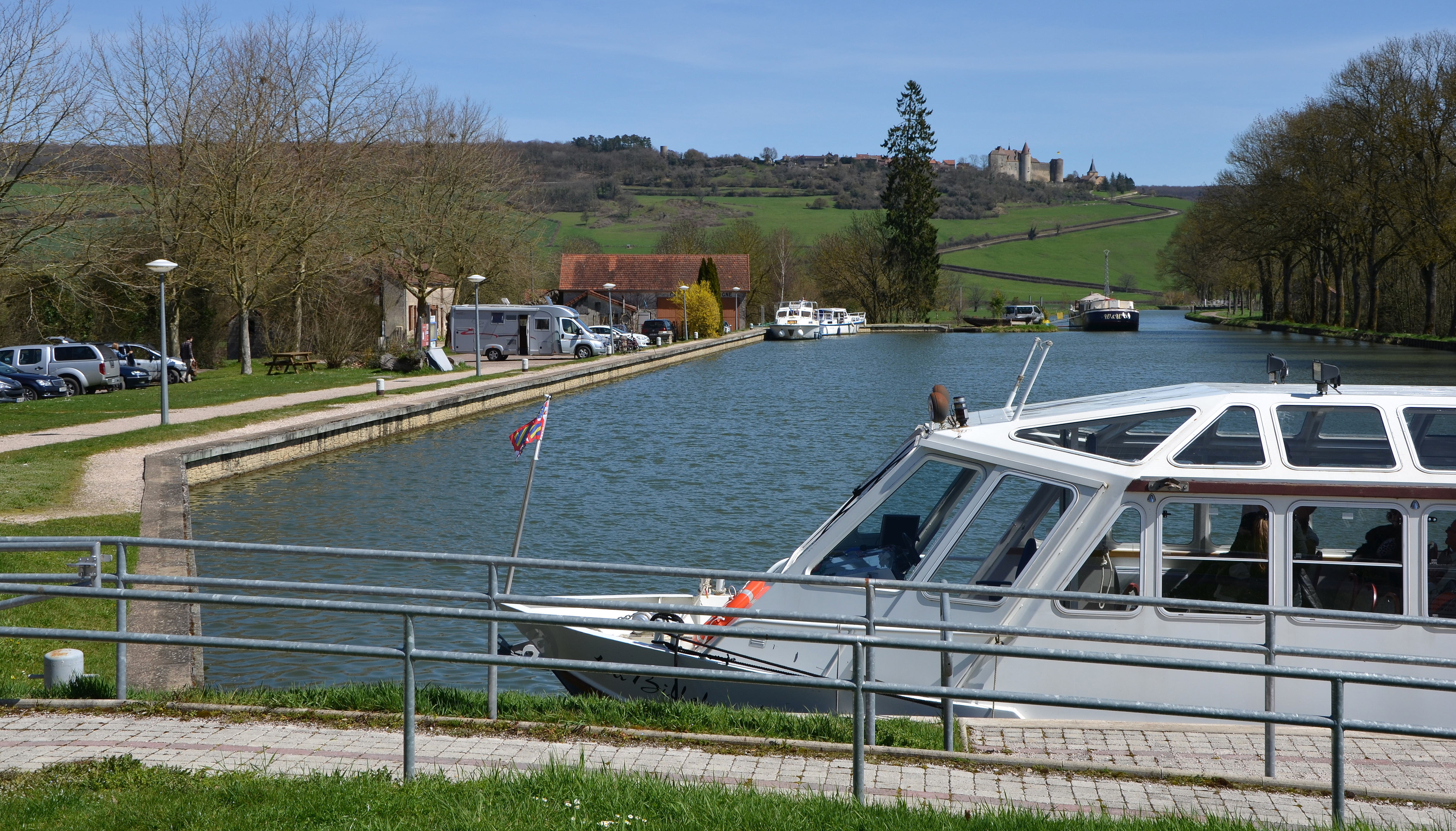
Port de Vandenesse.Châteauneuf en arrière-plan sur sa butte. Tout au bout de la partie du canal visible ici, les barrières blanches de l'écluse du Fourneau no 9.

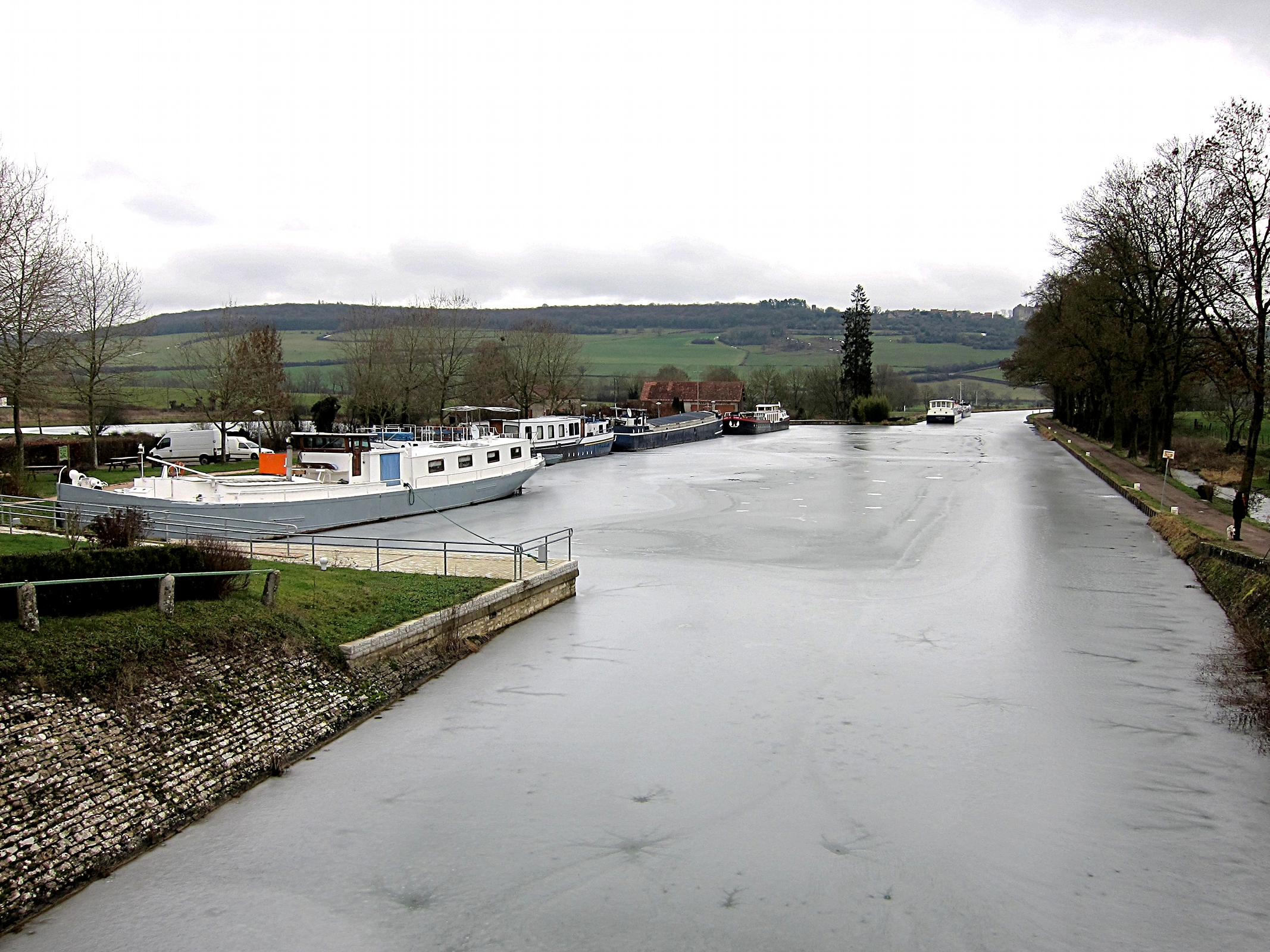
23 déc. 2009 : couche de glace sur le canal et le port de Vandenesse

Originellement, l'élément hydrographique le plus important de la commune est la Vandenesse. Affluent de rive gauche de l'Ouche, elle prend source sur Crugey et conflue à Pont-d'Ouche. De façon générale, elle coule du  nord-ouest  vers le sud-est. Elle traverse le canal immédiatement en aval de la halte fluviale de Vandenesse. L'autoroute A6 coupe le canal et la vallée de la Vandenesse dans le sud de la commune – mais la A6 ne passe la Vandenesse elle-même que sur le territoire de Châteauneuf voisin.

Si l'on écarte le petit ru de 260 m de long venant de la source du Poirier Saint-Jean et qui conflue en rive gauche en face de l'écluse de Vachey, la Vandenesse reçoit deux affluents sur la commune. D'amont en aval :
- le ruisseau de Commarin, affluent de rive droite (côté nord-est), conflue au village.
- le ruisseau du Tillot, affluent de rive gauche (côté sud-ouest), conflue dans le sud de la commune à la hauteur de la Rèpe.

Depuis son ouverture en 1832, le canal de Bourgogne a supplanté la Vandenesse pour l'importance - quoiqu'il emprunte pratiquement toute la longueur de sa vallée, soit environ 15 km de Créancey à Pont-d'Ouche, dont environ 4,6 km sur Vandenesse.

Neuf écluses du canal se trouvent sur la commune ; leurs neuf sites sont inscrits à l'inventaire général des monuments historiques :

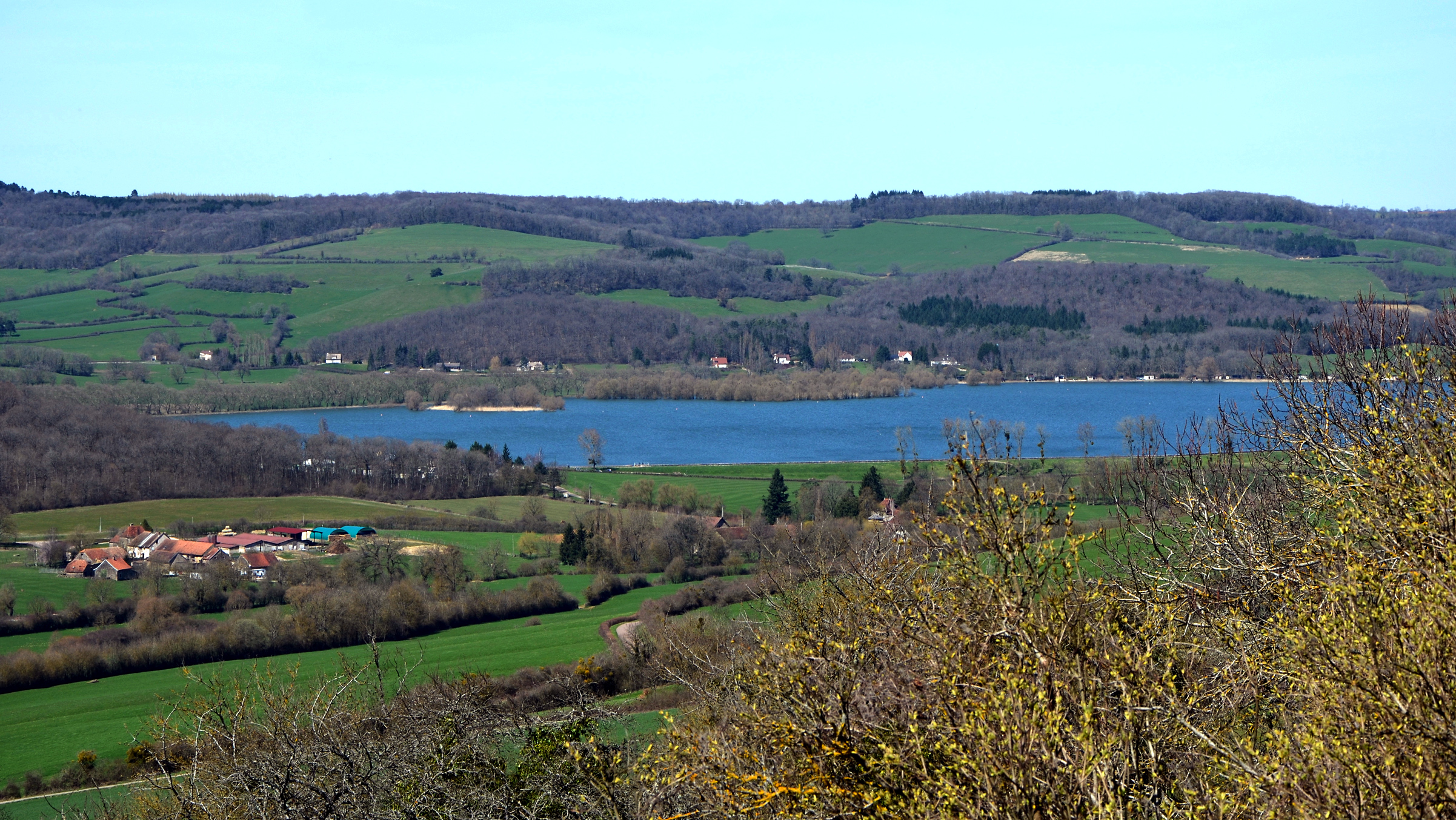
Le lac de Panthier et le hameau des Bordes.De l'autre côté du lac, deux petits monts entièrement recouverts de bois : le Petit Montot (butte de gauche, ~420 m d'alt., sur Créancey) et à sa droite le Grand Montot (446 m d'alt., sur Semarey, commune non limitrophe du lac ni de Vandenesse). Les berges à droite derrière les arbres sont sur Commarin.

écluse du Grand Pré n° 4
écluse de la Chevrotte n° 5
écluse de la Chaume n° 6
écluse de Vachey n° 7
écluse de Vandenesse n° 8
écluse du Fourneau n° 9
écluse de la Mine n° 10
écluse de la Rèpe n° 11
écluse du Revin n° 12
L'écluse du grand Pré no 4 se trouve 200 m après l'entrée du canal sur la commune et environ 3,3 km après le tunnel-canal de Pouilly à Créancey, dit voûte du canal de Bourgogne et dans lequel le canal passe la Ligne de partage des eaux entre le bassin de l'Yonne (affluent de la Seine) et celui de la Saône (affluent du Rhône).
Enfin, le réservoir de Panthier occupe la pointe nord de la commune. La commune de Vandenesse possède seulement environ 1/3 de ses berges, au sud et sud-est du lac ; mais la majeure partie de la surface du lac est sur Vandenesse. Le reste des berges du lac est sur Commarin au nord et nord-est, et sur Créancey du nord-ouest au sud-ouest. Il a été réalisé en 1830 par l'ingénieur des Ponts et Chaussées Jean Bonnetat dans le cadre de la construction du canal de Bourgogne, et agrandi en 1866 par l'ingénieur des Ponts et Chaussées Henri Bazin. Sa digue en terre fait plus de 1,1 km de longueur, donnant au lac une hauteur de retenue de 14 m qui peut stocker 8 050 000 m3. Depuis 2016 il est inscrit à l'inventaire général des monuments historiques.
- Le lac de Panthier et le hameau des Bordes.De l'autre côté du lac, deux petits monts entièrement recouverts de bois : le Petit Montot (butte de gauche, ~420 m d'alt., sur Créancey) et à sa droite le Grand Montot (446 m d'alt., sur Semarey, commune non limitrophe du lac ni de Vandenesse).
Les berges à droite derrière les arbres sont sur Commarin.

### Climat
Pour des articles plus généraux, voir Climat de la Bourgogne-Franche-Comté et Climat de la Côte-d'Or.
En 2010, le climat de la commune est de type climat océanique dégradé des plaines du Centre et du Nord, selon une étude du Centre national de la recherche scientifique s'appuyant sur une série de données couvrant la période 1971-2000. En 2020, Météo-France publie une typologie des climats de la France métropolitaine dans laquelle la commune est exposée à un climat océanique altéré et est dans une zone de transition entre les régions climatiques « Lorraine, plateau de Langres, Morvan » et « Bourgogne, vallée de la Saône ». 
Pour la période 1971-2000, la température annuelle moyenne est de 10,1 °C, avec une amplitude thermique annuelle de 17,1 °C. Le cumul annuel moyen de précipitations est de 886 mm, avec 12,1 jours de précipitations en janvier et 7,9 jours en juillet. Pour la période 1991-2020, la température moyenne annuelle observée sur la station météorologique de Météo-France la plus proche, « Pouilly-en-Aux_sapc », sur la commune de Pouilly-en-Auxois à 7 km à vol d'oiseau, est de 10,7 °C et le cumul annuel moyen de précipitations est de 859,1 mm,. Pour l'avenir, les paramètres climatiques de la commune estimés pour 2050 selon différents scénarios d'émission de gaz à effet de serre sont consultables sur un site dédié publié par Météo-France en novembre 2022.

## Urbanisme

### Typologie
Au 1er janvier 2024, Vandenesse-en-Auxois est catégorisée commune rurale à habitat dispersé, selon la nouvelle grille communale de densité à 7 niveaux définie par l'Insee en 2022.
Elle est située hors unité urbaine et hors attraction des villes,.

### Occupation des sols
L'occupation des sols de la commune, telle qu'elle ressort de la base de données européenne d’occupation biophysique des sols Corine Land Cover (CLC), est marquée par l'importance des territoires agricoles (79 % en 2018), en diminution par rapport à 1990 (80,1 %). La répartition détaillée en 2018 est la suivante : 
prairies (50,1 %), terres arables (23,4 %), forêts (9,7 %), eaux continentales (7,7 %), zones agricoles hétérogènes (5,6 %), zones urbanisées (3,6 %). L'évolution de l’occupation des sols de la commune et de ses infrastructures peut être observée sur les différentes représentations cartographiques du territoire : la carte de Cassini (XVIIIe siècle), la carte d'état-major (1820-1866) et les cartes ou photos aériennes de l'IGN pour la période actuelle (1950 à aujourd'hui).

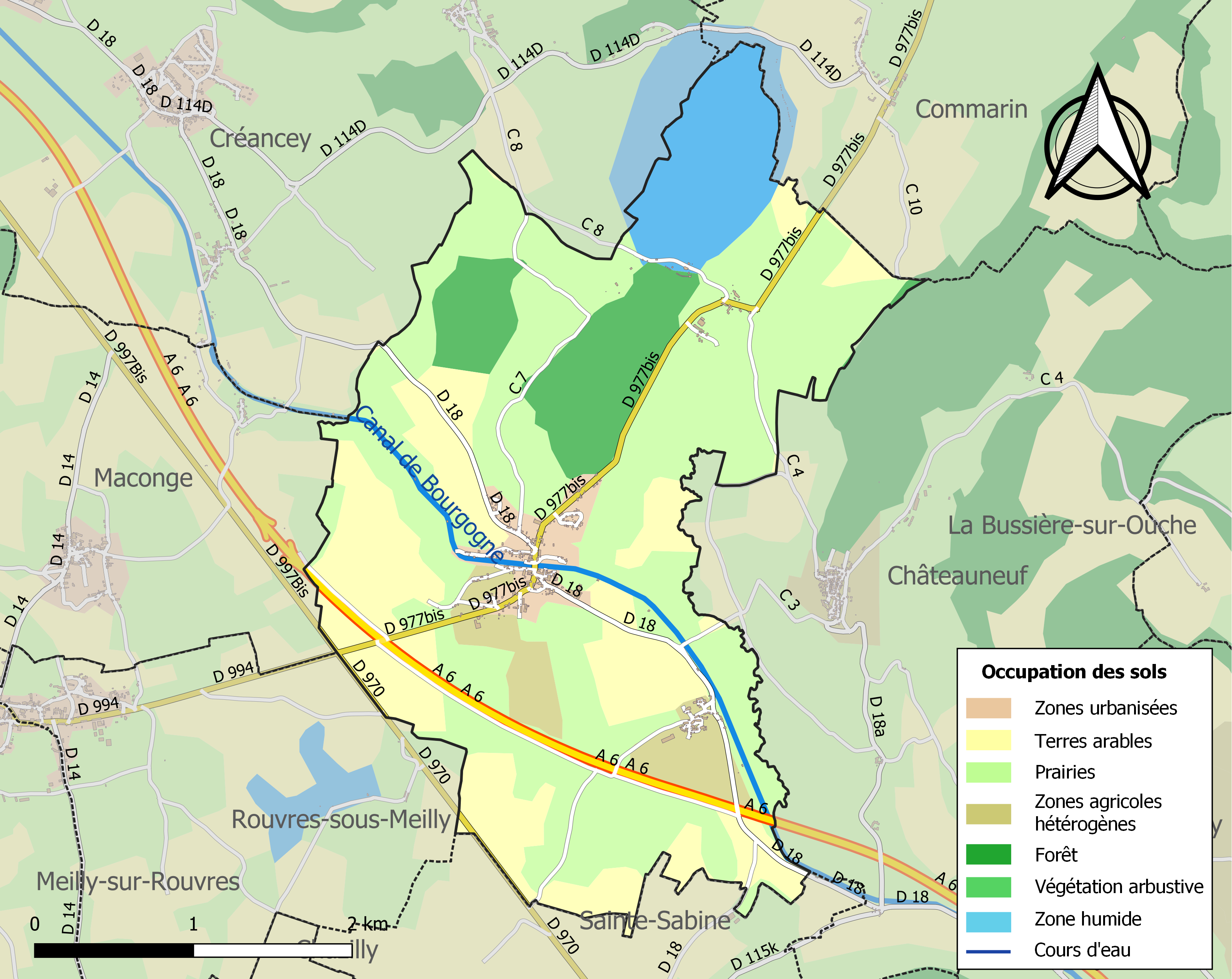
Carte des infrastructures et de l'occupation des sols de la commune en 2018 (CLC).

## Toponymie
Vandenesse-sous-Châteauneuf (1734).

## Histoire

### Moyen Âge
Nous ne savons pas quand Vandenesse devient un bénéfice du doyen de Marigny ; ce l'est jusqu'en 1503.
En 1270 Anséric de Vergy lègue à la fabrique de Vandenesse tout son grain pour construire une balustrade – ce qui nous apprend qu'il y avait une « fabrique » à Vandenesse, sans préciser de quel type.
En 1336 le curé Guillaume de Châteauneuf dote la chapelle Saint-Nicolas pour quatre chapelains résidents (en 1775 il n'y a plus qu'un seul chapelain résident).
Durant le bas Moyen Âge plusieurs seigneurs de Châteauneuf se font enterrer dans l'église de Vandenesse, comme Jean (1294) et Guillaume (1303). Dans la même période, le village donne son nom à plusieurs personnes illustres ; parmi ceux-ci, Jean de Vandenesse (voir paragraphe suivant).
Le 5 juin 1397 Jean de Vandenesse, chevalier et chanoine de Beaune, est nommé par le duc de Bourgogne Philippe auditeur des appeaux de Beaune,. En 1408 il est nommé doyen de Beaune, et est élu aux États de Bourgogne en 1410,.

Vers 1450 les trois états du nouveau parlement de Bourgogne réclament du duc des lois écrites afin de réduire la surabondance de procès due à l'absence de lois auxquelles se référer. Philippe le Bon (1396–1467) fait rédiger la première version écrite des coutumes de Bourgogne et, pour ce faire nomme trois conseillers : un par état ("gens d’Église", "nobles" et "bourgeois et habitants de nos bonnes villes". À cette occasion Jean de Vandenesse, qualifié dans la lettre du duc de "licencié ès lois et doyen de Vergy", est l'une des neuf personnes désignées pour cette  tâche,. En 1465 il devient maître des requêtes.
Son frère Guillaume est grand aumônier de Charles V le Sage et évêque de Coire (en Suisse).
Entre-temps, en 1419 Gui de Châteauneuf affranchit les habitants de Vandenesse, qui ont les mêmes seigneurs que Châteauneuf.
En 1494 le curé Matthieu Rousseau fonde à Châteauneuf, succursale de Vandenesse, un mépart pour cinq prêtres originaires du pays nommés par les échevins.

### Les Templiers et les Hospitaliers
Les Templiers ont une maison à Vandenesse ; en 1237 ils achètent de Jean de Châteauneuf le quart de « ce qui lui appartient dans la seigneurie de Vandenoisse » (c'est-à-dire tout Vandenesse), un acte confirmé en 1239 par sa veuve.
Après l'arrestation massive en France et la décimation des Templiers par Philippe le Bel le vendredi 13 octobre 1307, les Hospitaliers de l'ordre de Saint-Jean de Jérusalem leur succèdent. En 1322 ces derniers doivent transiger avec Guy, seigneur de Châteauneuf, pour faire cesser leur litige concernant l'exercice des droits de justice.

### Époque moderne
Faisant jusque-là partie des bénéfices du doyen de Marigny, en 1503 Vandenesse passe dans le patrimoine du chapitre d'Autun.
Vers 1730 Jean Pâris de Monmartel achète pour 722 000 livres les 3/4 de Vandenesse en sus de Châteauneuf, Thoisy-le-Désert, Maconge, Rouvres et Meilly,.
En 1775 Courtépée signale un pont tournant construit « par la Province » à Vandenesse, enjambant le ruisseau de Commarin et flanqué d'un moulin.
Le hameau des Bordes, appelé Bordes-sous-Châteauneuf pour le distinguer des nombreuses autres localités homonymes, est donné en 1734 pour « village de la paroisse de Vandenesse-sous-Châteauneuf, du bailliage et recette d'Arnay-le-Duc & et de la baronnie de Châteauneuf ».
Des mines de fer sont signalées à Vandenesse en 1818. Ce ne sont pas les seules dans les environs ; l'abbaye de la Bussière a une charte de 1211 de Guillaume le Blanc, seigneur de Marigny, donnant aux moines le droit d'extraction dans la mine sur sa terre de Gissey (à 12 km à vol d'oiseau, nord-est).

### Époque contemporaine
En 1845 Vandenesse-le-Château ou Vandenesse-en-Auxois compte 438 habitants. Vandenesse avait-il un château, ou ce nom se réfère-t-il au château de Châteauneuf et baronnie associée ?
1870, la “bataille de Châteauneuf”
Vers la fin novembre 1870 Garibaldi est sur Dijon, prêt à y attaquer les prussiens de Werder qui ont investi la ville. Le général Crémer, qui doit venir en renfort, est à Beaune avec un seul bataillon de mobiles et attend l'arrivée de sa toute nouvelle 1re légion du Rhône commandée par le colonel Celler, arrivée prévue pour le 29 novembre. Il envoie à Garibaldi le colonel Poullet comme émissaire, pour convenir d'une date pour l'attaque de Dijon ; accord est fait pour le 29 novembre mais Garibaldi, trop impatient, attaque Dijon le 26 novembre sans plus attendre – et se fait défaire. Il fait retraite sur Autun, ce que Crémer n'apprend que le 29 novembre et qui le force à se replier sur Nuits. De Nuits, Crémer décide d'aller à Bligny-sur-Ouche (17 km au sud de Vandenesse) avec l'intention de barrer la route aux quelque 7 000 soldats du général prussien Keller qui sont en train de se replier sur Dijon. Crémer donne à  la 1re légion du Rhône l'ordre de le rejoindre à Bligny ; mais il ne sait toujours pas où exactement se trouvent les troupes de Keller. Il établit son quartier général au château de l'ancien maire Mr. Moreau, qui lui indique une dizaine d'habitants capables de servir d'éclaireurs. À 2h30 dans la nuit du 2 au 3 décembre, il apprend que Keller a divisé ses quelque 7 000 soldats entre Vandenesse et Sainte-Sabine (moins de 3 km au sud de Vandenesse) et qu'il ne sait rien de la présence proche de Crémer. Crémer part immédiatement occuper la hauteur de Châteauneuf sur les conseils du commandant Valentin ; Ferrer est supposé emmener la 2e légion du Rhône attaquer les prussiens bivouaquant à Sainte-Sabine puis rejoindre Maconge, l'autre hauteur encadrant la vallée de Vandenesse, avec Poullet participant à l'attaque de Sainte-Sabine puis repoussant les prussiens dans le piège de la vallée de Vandenesse, qui aurait alors ses deux coteaux occupés par les français. Mais Ferrer, qui a des problèmes à établir la discipline nécessaire dans ses troupes, est en retard. Quand il arrive à Sainte-Sabine les prussiens en sont déjà partis pour rejoindre leurs confrères à Vandenesse : il n'est plus possible d'attaquer chaque troupe séparément. Poullet, qui entend la canonnade de Châteauneuf depuis Sainte-Sabine, rallie Vandenesse au plus vite. Mais la bataille se déroule presque uniquement entre la 1re légion et les prussiens. Dès le matin du 3 décembre, Crémer a ouvert le feu sur les prussiens dans la vallée. Keller bat finalement en retraite, poursuivi par la 2e légion qui fait quelques prisonniers et s'empare des bagages des troupes de Keller ainsi que de cinq ou six voitures transportant du pétrole. Cette bataille voit 120 prussiens prisonniers et environ 400 tués ou blessés ; le côté français perd 16 morts et 35 blessés. Du propre dire de Poullet, c'est seulement un demi-succès français car, eût Ferrer été à l'heure, les troupes prussiennes auraient été considérablement  plus diminuées ; tandis que faute d'arriver à temps, la majorité des prussiens attaqués a pu se retrancher dans Dijon.
En 1943, un avion s'écrase au lieu-dit "les Bordes". Deux des occupants sont tués et inhumés dans le cimetière de la commune, où leurs tombes sont encore visibles en 2010.

## Politique et administration
| Période                                  | Période | Identité       | Étiquette | Qualité |
| ---------------------------------------- | ------- | -------------- | --------- | ------- |
| 1970                                     |         | Adrien Manière |           |         |
| 1983                                     | 2008    | Maurice Bornet |           |         |
| mars 2008                                |         | Michel Poillot | PS        |         |
| Les données manquantes sont à compléter. |         |                |           |         |

## Démographie
L'évolution du nombre d'habitants est connue à travers les recensements de la population effectués dans la commune depuis 1793. Pour les communes de moins de 10 000 habitants, une enquête de recensement portant sur toute la population est réalisée tous les cinq ans, les populations de référence des années intermédiaires étant quant à elles estimées par interpolation ou extrapolation. Pour la commune, le premier recensement exhaustif entrant dans le cadre du nouveau dispositif a été réalisé en 2005.

En 2022, la commune comptait 294 habitants, en évolution de −1,67 % par rapport à 2016 (Côte-d'Or : +0,82 %, France hors Mayotte : +2,11 %).
| 1793 | 1800 | 1806 | 1821 | 1836 | 1841 | 1846 | 1851 | 1856 |
| ---- | ---- | ---- | ---- | ---- | ---- | ---- | ---- | ---- |
| 392  | 523  | 349  | 356  | 415  | 414  | 410  | 409  | 375  |

| 1861 | 1866 | 1872 | 1876 | 1881 | 1886 | 1891 | 1896 | 1901 |
| ---- | ---- | ---- | ---- | ---- | ---- | ---- | ---- | ---- |
| 371  | 370  | 426  | 348  | 343  | 356  | 343  | 346  | 289  |

| 1906 | 1911 | 1921 | 1926 | 1931 | 1936 | 1946 | 1954 | 1962 |
| ---- | ---- | ---- | ---- | ---- | ---- | ---- | ---- | ---- |
| 303  | 345  | 236  | 231  | 217  | 218  | 225  | 232  | 228  |

| 1968 | 1975 | 1982 | 1990 | 1999 | 2005 | 2006 | 2010 | 2015 |
| ---- | ---- | ---- | ---- | ---- | ---- | ---- | ---- | ---- |
| 217  | 190  | 189  | 220  | 216  | 251  | 261  | 284  | 292  |

| 2020 | 2022 | - | - | - | - | - | - | - |
| ---- | ---- | - | - | - | - | - | - | - |
| 295  | 294  | - | - | - | - | - | - | - |

## Lieux et monuments
34 ouvrages d'art sur Vandenesse sont inscrits à l'inventaire général de la base Mérimée comme monuments historiques (voir le menu déroulant ci-dessous).

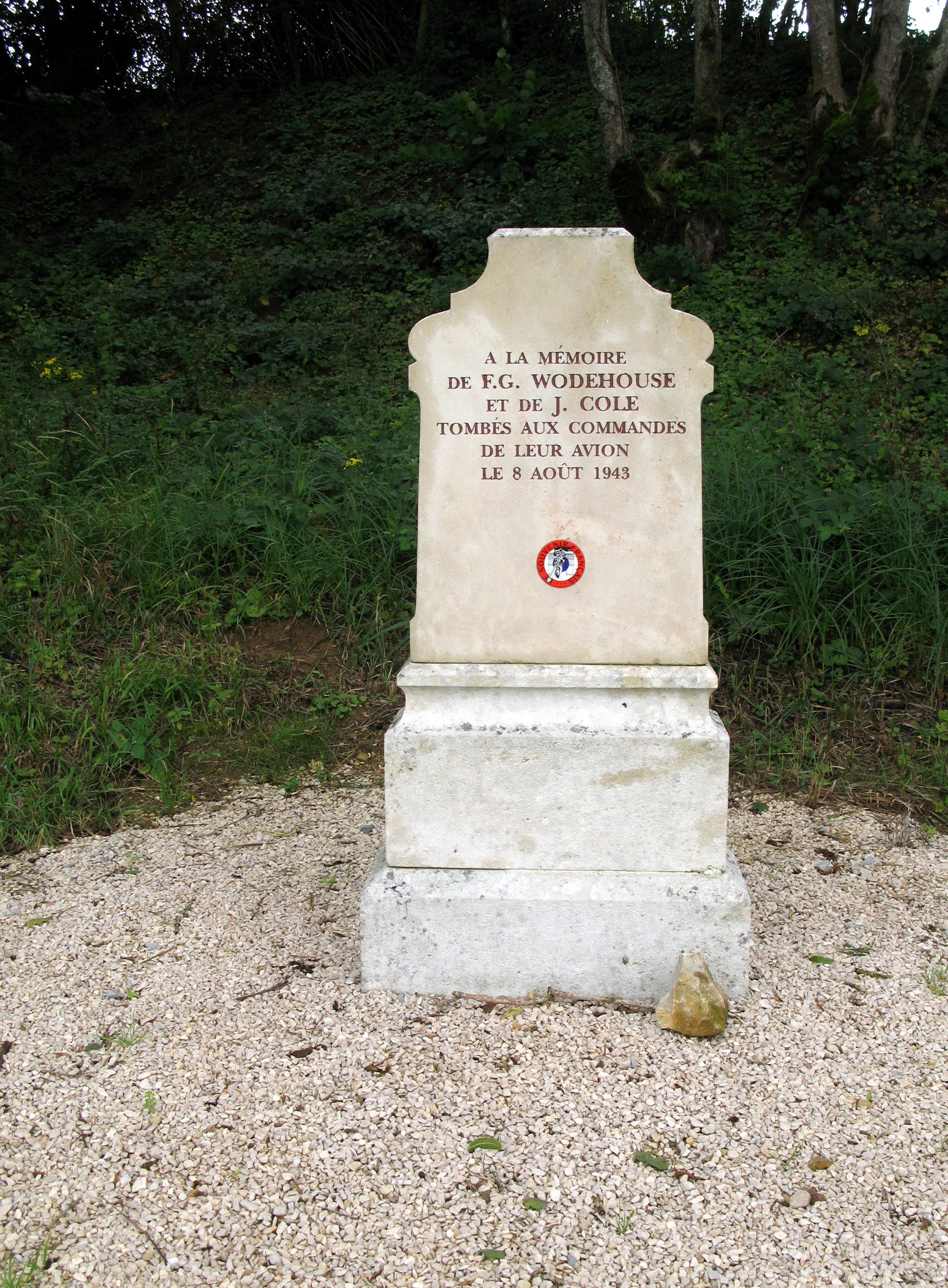
Stèle des aviateurs britanniques.

- Stèle des deux aviateurs tués en 1943[38], située au carrefour de la RD 977bis avec la route menant à Châteauneuf.
- Deux bornes routières anciennes au croisement de la D977bis avec la D994 (Rouvres-sous-Meilly/Vandenesse[39] ; quand la D970 s'appelait encore RD1.
- Lac de Panthier : créé pour les besoins du canal, il a été mis en eau en 1836[40]. La base de loisirs, le camping, le club de voile et un lieu aménagé pour y pique-niquer se trouvent tous sur Vandenesse au sud du lac. Il fait partie des ouvrages d'art listés dans la base Mérimée[MH2 10].

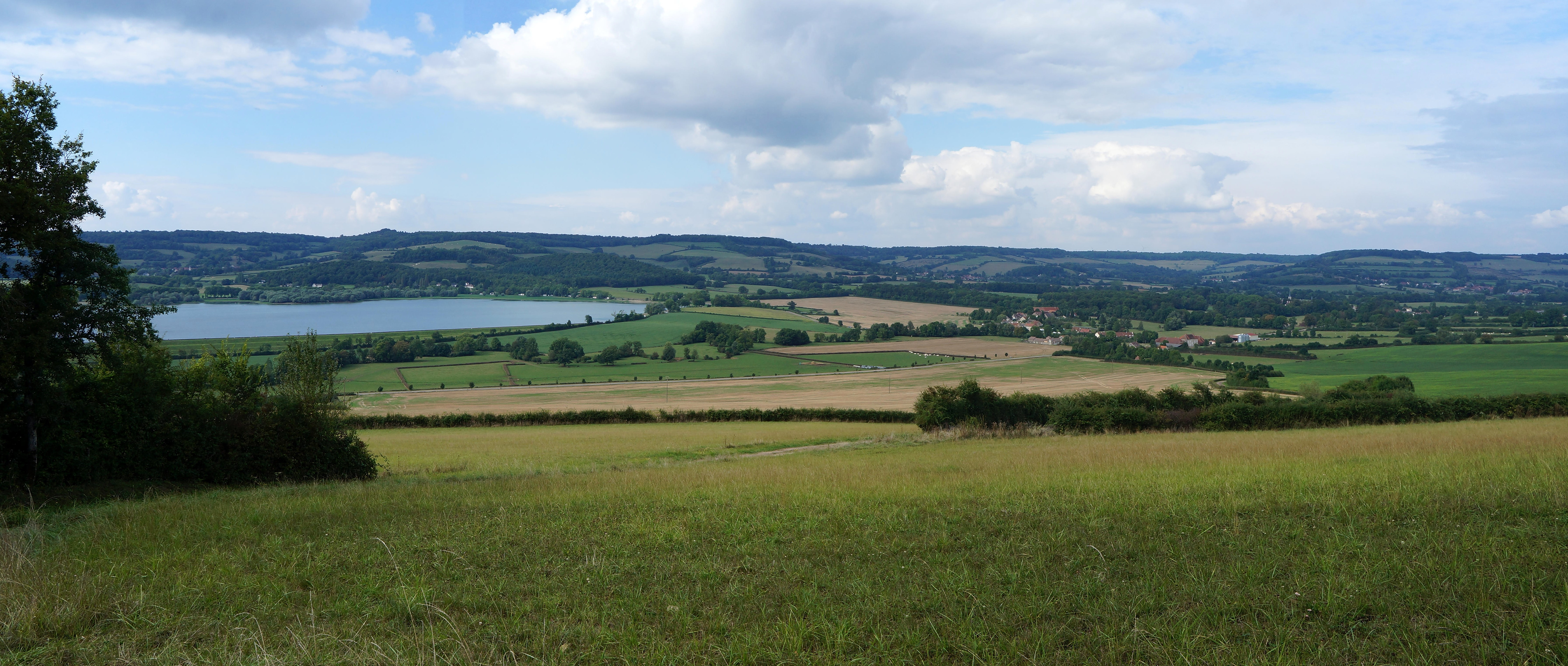
Vue nord-ouest depuis la butte de Châteauneuf sur le réservoir de Panthier :Sur la gauche de la photo, le territoire de Vandenesse incluant la majeure partie du lac. Moitié droite de la rive proche : territoire de Commarin.

## Héraldique
| Blason de Vandenesse-en-Auxois | Blason  | D'or à quatre pals de gueules et un chevron d'argent brochant sur le tout, au chef aussi d'or à l'aigle de sable. |
| Blason de Vandenesse-en-Auxois | Détails | Le statut officiel du blason reste à déterminer.                                                                  |

## Activités associatives, touristiques, festives et sportives
- Le lac de Panthier, réservoir du canal de Bourgogne, est une réserve ornithologique. Il offre également des activités aquatiques (club de voile avec location, plage surveillée en été) et un camping 4 étoiles équipé de mobile homes.

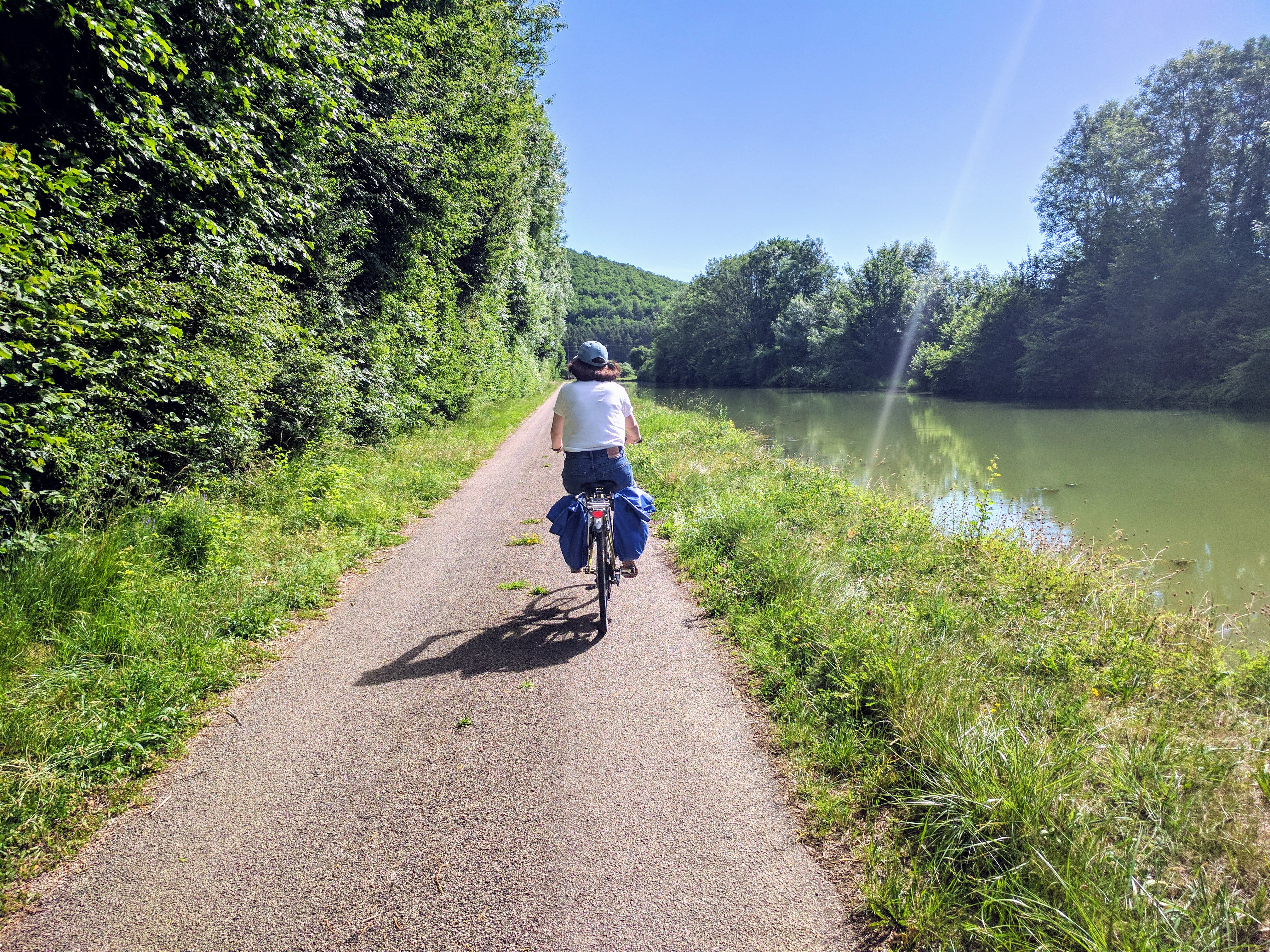
Voie verte longeant le canal de Bourgogne